# Карнаушенко Іван Якович
Іва́н Я́кович Карнау́шенко (1916, Локня — 1976) — український педагог. Директор Катеринівська семирічної школи та Штепівської середньої школи Лебединського району. Племінник "Героя СССР" М. П. Карнаушенка.

## Біографія
Іван Якович Карнаушенко народився 1916  у селі Локня Сумського району. Із відзнакою закінчив Юнаківську середню школу, а потім — педагогічні курси в м. Херсоні. З 1932 року працював вчителем І-IV класів Басівської семирічної школи. А з 1939 року він був завідувачем Сіннівської початкової школи.
У листопаді 1939 року був призваний до сталінської армії. Вже у лютому 1941 закінчив військово-політичне училище, після чого був направлений до Прибалтійського військового округу (окупований комуністами м. Каунас, де проходив службу в окупаційному корпусі СССР до закінчення союзу з нацистами.
14 жовтня 1941 року в одному з боїв був тяжко поранений і залишився в оточенні в м. Твер. Незабаром госпіталь, де він знаходився, був захоплений німцями. Незабаром усіх полонених німецькі солдати зібрали в колону та повели пішою ходою до табору, що знаходився в м. Ржеві. Однак йому вдалося втекти через три дні. Він згадував, що коли їх вже майже довели до воріт табору, він встиг кинутися в натовп і люди відразу ж його прикрили… Опам’ятався він лише на іншій вулиці.
Більше місяця Іван Карнаушенко жив у лісах та рухався по дорогах додому, в Україну. На початку 1942 дійшов у Басівку, де на той час мешкали батьки його дружини Анастасії Марківни. Близько року переховувався у родичів, працюючи в їхньому домашньому господарстві.
У березні 1943 року село захоплене сталінськими військами. Знову мобілізований на фронт у складі частини Воронезького фронту. Згодом він брав участь у боях у складі 1-го та 4-го Українського фронтів. За цей час він бачив багато жахіть, а найбільше його вразила така подія. 
Закінчив війну у Празі 1945 року. Він пригадував, що пражани були готові носити на руках кожного солдата.
Був демобілізований у листопаді 1945 року.
Після закінчення війни працював учителем початкових класів, потім – директором Штепівської середньої школи. У 1960-их роках Іван Якович займався літературною справою: збирав історичний матеріал про Штепівську битву для книги «Історія Штепівської битви», яку писав за завданням Лебединського райкому.  
Помер Іван Якович Карнаушенко у 1976 році, у селі Штепівка. Його пам’ятає не одне покоління місцевих жителів, згадують про нього теплими словами. Пам’ять про Івана Яковича назавжди залишається в серцях його рідних і зберігається в душах онуків, правнуків.